# Thecla obelus
Thecla obelus är en fjärilsart som beskrevs av Druce 1907. Thecla obelus ingår i släktet Thecla och familjen juvelvingar. Inga underarter finns listade i Catalogue of Life.